# Pafawag
Вагон PAFAWAG (позначення у технічній документації — вагон заводу Pafawag серія 1Aw/2Aw/ 3Aw) — пасажирський вагон виробництва компанії Pafawag, призначений для експлуатації на вузькоколійних залізницях.
Поставлялися в СРСР для експлуатації на вузькоколійних залізницях колії 750 мм МШС СРСР. Вироблялися в Польщі, заводом «Pafawag» в 1957—1960. Усього в СРСР було поставлено до 560 вагонів.

## Історія заводу
Завод розміщений в місті Вроцлав, відкритий у 1833 році як Linke-Hofmann-Werke.
До Другої світової війни завод виготовляв трамваї.
У 1945 завод був націоналізований і розпочав випуск автомобілів та вантажних вагонів.
У 1953 завод виготовив перший польський електровоз серії EP02. Завод також виробляв електровози ET8, ET22, електропотяги ED73, пасажирські вагони (в тому числі вузькоколійні Pafawag).
У 2001 викуплений канадською компанією Bombardier.

## Історія вагонів
Вагони PAFAWAG були замовлені в Польській Народній Республіці в рамках організації економічної співпраці, в галузі залізничного транспорту. В той же час мережі вузькоколійних залізниць МШС СРСР потребували пасажирських вагонів високої якості, які не виготовлялися в СРСР.
Вузькоколійні вагони, що виготовлялися в СРСР, призначалися для відомчих вузькоколійних залізниць, і за показниками, якістю виготовлення, а також дотриманням норм з обслуговування пасажирів не були в достатній мірі пристосовані до експлуатації в мережі ВЗД МШС СРСР.
Перші вагони були поставлені в 1956 році і проходили випробовування у мережі ВЗД Прибалтійської залізниці в Естонії.
У 1958 виконане осучаснення візка вагона із заміною оригінальної конструкції на варіант візка виробництва мийзакюльських залізничних майстерень в Естонській РСР.

## Технічна характеристика
На ВЗД експлуатувалися вагони «Pafawag» двох серій:
- Серія 2Aw — із візком заводської конструкції.
- Серія 3Aw — із модернізованим візком.

- Рік виготовлення — 1957-60.
- Загальна кількість місць — 60 чол.
- Місць для сидіння — 38.
- Вага вагону — 16,8 т.
- Довжина вагону — 14200 мм.
- Ширина вагону — 2260 мм.
- Висота вагону — 3170 мм.
- Мінімальний радіус прохідних кривих — 60 м.

## Експлуатація на дитячих залізницях
Приблизно 200 вагонів, частина із самого початку, а більша частина із часу закриття частини мережі ВЗД МШС СРСР, передавалася на експлуатацію в мережу дитячих залізниць. Так, із часом велика частина вагонів «Pafawag» розмістилася на ДЗД, і на сьогодні 9/10 вагонів Pafawag, що знаходяться в експлуатації, працюють на ДЗД.